# Victor Lindelöf
Victor Jörgen Nilsson Lindelöf (født 17. juli 1994) er en svensk professionel fodboldspiller, som tidligere spillede for Premier League-klubben Manchester United og Sveriges landshold.

## Klubkarriere

### Västerås SK
Lindelöf fik sin førsteholdsdebut i en alder af 15 år for Västerås SK i oktober 2009.

### Benfica
En aftale, om at Lindelöf skulle skifte til portugisiske Benfica, blev lavet i december 2011, og skiftet fandt sted i sommeren 2012. Han spillede i sine tre første sæsoner hos Benfica hovedsageligt på ungdomsholdet. Han fik sin førsteholdsdebut den 19. oktober 2013.
Lindelöfs store gennembrud kom i slutningen af 2015-16 sæsonen, og især i 2016-17 sæsonen, hvor han begyndte at spille som fast mand på førsteholdet.

### Manchester United
Lindelöf skiftede i juni 2017 til Manchester United, hvor han på det tidspunkt blev den dyreste forsvarsspiller i klubbens historie. Hans spilletid i sin første sæson hos klubben var dog begrænset, da træner José Mourinho foretrak forsvarsduoen af Phil Jones og Chris Smalling.
Fra 2018-19 sæsonen blev Lindelöf dog Mourinhos fortrukne forsvarsspiller og blev en fast del af holdet. Dette fortsatte også under nye træner Ole Gunnar Solskjær, hvor han sammen med Harry Maguire spillede en klar majoritet af kampene.

## Landsholdskarriere

### Ungdomslandshold
Lindelöf har repræsenteret Sverige på flere ungdomsniveauer. Han var med i den svenske trup, som vandt U/21 Europamesterskabet i 2015, og blev her kåret som del af turneringens hold.

### Seniorlandshold
Lindelöf debuterede for det svenske landshold den 24. marts 2016. Lindelöf var del af Sveriges trupper til VM i 2018 og til EM i 2016 og 2020.

## Titler
Västerås SK
- Division 1 Norra: 1 (2010)

Benfica
- Primeira Liga: 3 (2013–14, 2015–16, 2016–17)
- Taça de Portugal: 2 (2013–14, 2016–17)
- Taça da Liga: 1 (2015–16)
- Supertaça Cândido de Oliveira: 1 (2016)

Sverige U/21
- U/21 Europamesterskabet: 1 (2015)

Individuelle
- U/21 Europamesterskabet turneringens hold: 1 (2015)
- Fotbollsgalan bedste forsvarsspiller: 2 (2016, 2019)
- Guldbollen: 2 (2018, 2019)